# Steve Forrest (acteur)
Steve Forrest (Huntsville, 29 september 1925 – Thousand Oaks, 18 mei 2013) was een Amerikaans acteur. Hij was vooral bekend van de televisieserie S.W.A.T. (1975-1976) en de film Mommie Dearest (1981).

## Biografie
Forrest werd geboren als William Forrest Andrews op 29 september 1925 in Huntsville (Texas) als 12e van de 13 kinderen van Annis Speed en Charles Forrest Andrews. Hij nam op 18-jarige leeftijd dienst bij het Amerikaanse leger en vocht mee in de Slag om de Ardennen tijdens de Tweede Wereldoorlog. In 1950 behaalde hij een bachelordiploma aan de UCLA, met theater als hoofdvak en psychologie als bijvak.
Hij werkte als toneelknecht toen hij ontdekt werd door Gregory Peck die voor hem een eerste screentest bij MGM regelde, waar hij een contract tekende.
In een carrière die zes decennia omspande, speelde Forrest onder meer in de films So Big (1953), Prisoner of War (1954), The Living Idol (1957), Flaming Star (1960), The Longest Day (1962), Rascal (1969), The Wild Country (1970), North Dallas Forty (1979), Mommie Dearest (1981) en Sahara (1983). Hij had cameo's in de komedies Spies Like Us (1985), Amazon Women on the Moon (1987) en S.W.A.T. (2003).
Op televisie speelde hij in televisieseries als Playhouse 90, The Twilight Zone, Outlaws, Death Valley Days, The Virginian, Rawhide, Bonanza, Insight, Alias Smith and Jones, Ironside, Night Gallery, Cannon, Hotel, Dallas en verschillende rollen in Murder, She Wrote. Zijn meest memorabele televisierol was echter die van Dan "Hondo" Harrelson in S.W.A.T. van 1975 tot en met 1976. Hij woonde met zijn gezin ook een tijdlang in Londen, waar hij de hoofdrol speelde van John Mannering in de Britse misdaadserie The Baron.
Naast acteur was Forrest ook een geschoold zanger. Hij maakte zijn debuut op Broadway als bokser Bob Stanton in de productie van de Harnick & Bock musical The Body Beautiful uit 1958, met Mindy Carson, Jack Warden en Brock Peters.
Op 23 december 1948 trouwde Forrest met Christine Carilas. Het paar kreeg drie zonen: Michael, Forrest en Stephen. Forrest stierf een natuurlijke dood op 18 mei 2013 in Thousand Oaks (Californië) op 87-jarige leeftijd.